# Audrey Fleurot
Audrey Fleurot (Mantes-la-Jolie, 6 de juliol de 1977) és una actriu de televisió i cinema francesa. És coneguda a Catalunya pel paper d'Hortense Larcher a la sèrie Un poble francès i de Magalie a la pel·lícula Intocable, totes dues emeses per TV3.

## Biografia
Després d'estudiar al Lycée Lamartine de París, on va aprovar un batxillerat de teatre A3, Fleurot va estudiar a la Universitat de París I Panteó-Sorbona (UFR Arts Plàstiques i Ciències de l'Art) del 1995 al 1997, després es va graduar a l'Escola Nacional d'Arts i Tècniques Teatrals a Lió l'any 2000.
Inicialment amb l'objectiu de treballar principalment al teatre, Audrey Fleurot va començar als escenaris però després va guanyar notorietat a través de la televisió i el cinema.

## Teatre
- 1999. Grand et Petit
- 1999. Qui t'a rendu comme ça ?
- 2000. Répétition publique
- 2000. Une seconde sur deux, Théâtre de l'Élysée (Lió)
- 2002. Don Juan revient de guerre, Teatre del Poble (Bussang)
- 2002. Turcaret, Maison de la Culture de Loire-Atlantique de Nantes, Cada de cultura MC93 de Bobigny, Théâtre des Célestins, Théâtre du Nord.
- 2002. Le Voyage de monsieur Perrichon, Centre Dramàtic Nacional dels Alps (Grenoble)
- 2003. Vendre !, Centre Dramàtic Nacional dels Alps (Grenoble)
- 2003. La Montée de l'insignifiance
- 2004. L'Échange
- 2005. Le Roi nu, Centre Dramàtic Nacional dels Alps (Grenoble)
- 2006. Le Songe, Centre Dramàtic Nacional dels Alps (Grenoble)
- 2008-2010. Le Menteur, Théâtre de la Cité TNT (Tolosa de Llenguadoc), Théâtre des Célestins (Lió), Théâtre du Gymnase (Marsella)
- 2012. Mademoiselle Julie, Tréteaux de France (centre dramàtic itinerant)
- 2014. Un dîner d'adieu, Théâtre Édouard-VII
- 2016-2018. Le Tartuffe ou l'Imposteur, Théâtre de l'Odéon (París) i Theatre Royal Haymarket (Londres)
- 2019. Jo, Théâtre du Gymnase Marie-Bell (París)
- 2020. Bug, Théâtre des Célestins, La Scala (París)

## Filmografia

### Llargmetratges
- 2007. Les Deux Mondes
- 2008. Leur morale... et la nôtre
- 2009. La Sainte Victoire
- 2011. Les noies de la sisena planta
- 2011. Midnight in Paris
- 2011. Intocable
- 2011. La Délicatesse
- 2012. Mais qui a re-tué Pamela Rose?
- 2012. La Fleur de l'âge
- 2013. La Vraie Vie des profs
- 2013. Les Reines du ring
- 2013. Pop Redemption
- 2013. La Confrérie des larmes
- 2013. Fonzy
- 2014. Belle comme la femme d'un autre
- 2014. Les Gazelles
- 2014. Sous les jupes des filles
- 2016. Le Fantôme de Canterville
- 2016. L'Idéal
- 2018. La Fête des mères
- 2019 À cause des filles..?
- 2020. El club dels divorciats
- 2020. Connectés
- 2021. Kaamelott : Premier Volet
- 2021. Haters
- 2022. La Très Très Grande Classe

### Curtmetratges
- 2002. L'Élan des sens
- 2004. Les Seins de ma prof d'Anglais
- 2006. Une simple histoire d'amour
- 2008. Bébé
- 2014. Notre Faust

### Televisió
- 2002. Froid comme l'été
- 2005. La Bonne Copine
- 2007. Fort comme un homme
- 2008. Le Nouveau Monde
- 2009. L'Amour aller-retour
- 2009. La Reine et le Cardinal
- 2009. Le Bourgeois gentilhomme
- 2011. La Vie en miettes
- 2017. Peur sur la base
- 2022. Ils s'aiment... enfin presque!

### Sèries
- 2003. Blague à part (temp 3, episodi Avortement)
- 2004.2009 Kaamelott
- 2005-2020. Engrenages
- 2006. Femmes de loi (temp 5, episodi Dette de sang)
- 2006. Diane, femme flic (temp 4, episodi Mauvaise pente)
- 2007. Confidences
- 2007-2010. Équipe médicale d'urgence] (3 episodis)
- 2007. Greco (temp 1, episodi Mon assassin)
- 2007. PJ (temp 11, episodi Femme fatale i episodi Vide grenier )
- 2008. Commissaire Cordier (temp 1, episodi Classe tout risque)
- 2009. Flics (3 episodis)
- 2009-2017. Un poble francès
- 2009. Éternelle
- 2010-2012. Affaires étrangères
- 2010-2013. Tango
- 2011. Zak (2 episodis)
- 2012. Homme Femme Faits divers
- 2013. Le Débarquement (temp 1, episodi 2)
- 2015-2018. Dix pour cent (2 episodis)
- 2017. Les Témoins
- 2018. Safe
- 2019. Le Bazar de la Charité
- 2019. El col·lapse (temp 1, episodi Le Hameau)
- Des de 2021. HPI
- 2021. Mensonges
- 2021. Esprit d'hiver
- 2022. Les Combattantes
- 2023. Infiltré(e)

### Clips
- 2000. J'voulais de Sully Sefil
- 2000. Le lac de Jil Caplan